# Joe Piskula
Joseph "Joe" Piskula, född 5 juli 1984, är en amerikansk ishockeyspelare som avslutade sin proffskarriär i HC TPS i FM-ligan i ishockey. Säsongen 2016/17 spelade han för Leksands IF i SHL. Han har spelat för NHL-organisationen Anaheim Ducks. Han har tidigare spelat på NHL–nivå för Calgary Flames, Los Angeles Kings och Nashville Predators.
Piskula blev aldrig draftad av något lag.